# 虎豹別墅 (香港)
虎豹別墅（英語：Haw Par Mansion）和毗鄰的萬金油花園（英語：Tiger Balm Garden 或 Aw Boon Haw Garden）是由已故商人胡文虎在香港建造的一座別墅及花園，位於香港島大坑的大坑道，鄰近勵德邨住宅群，現被列為一級歷史建築。

## 歷史

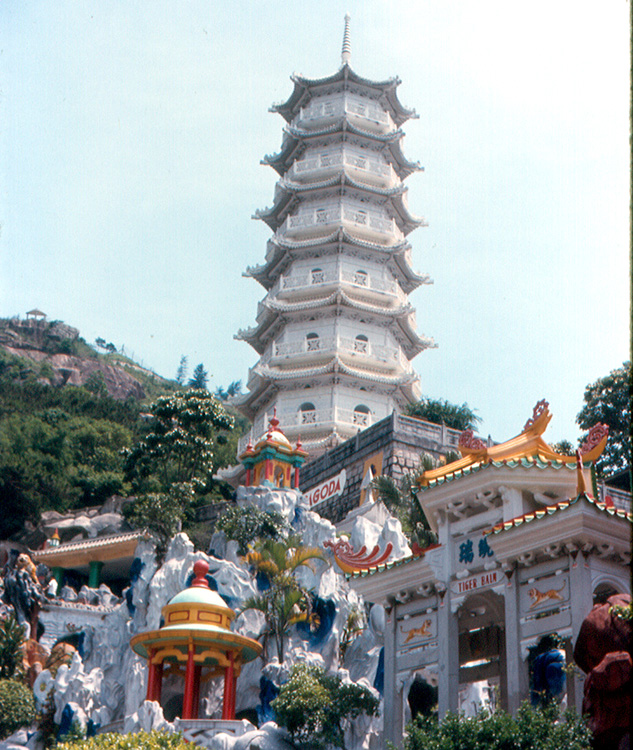
虎塔朝暉（1967年）

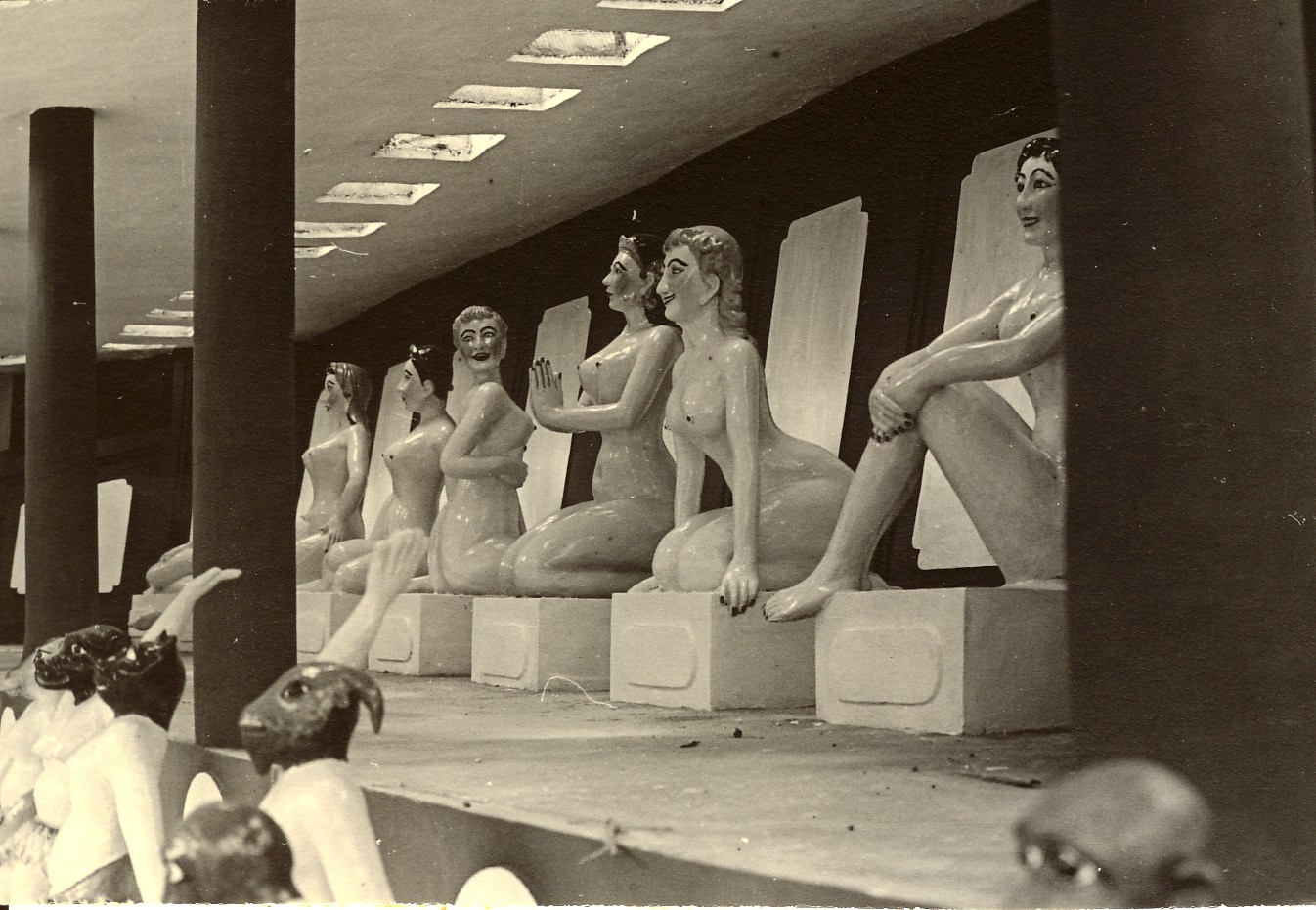
虎豹別墅內的雕像（1965年）

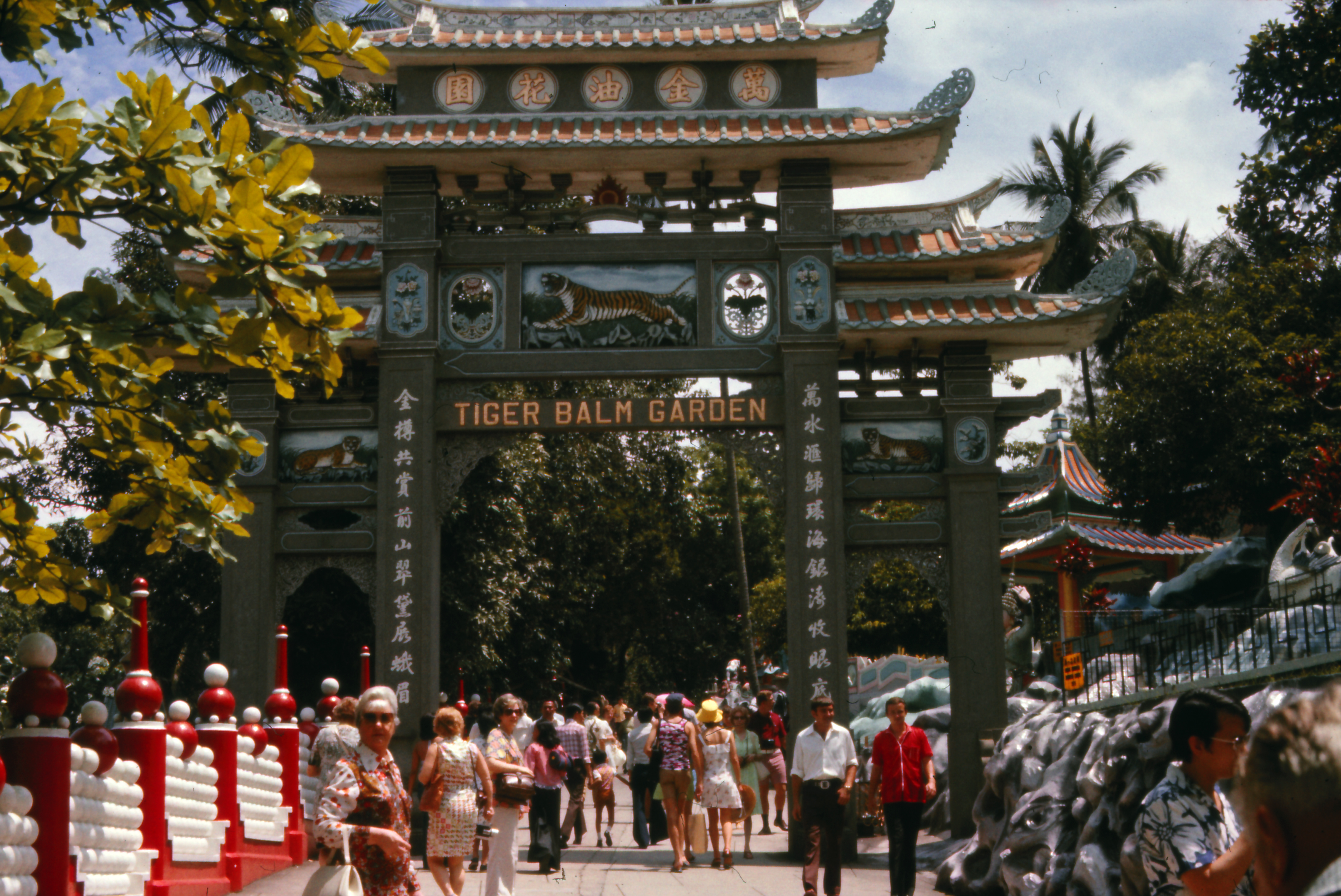
萬金油花園入口牌坊

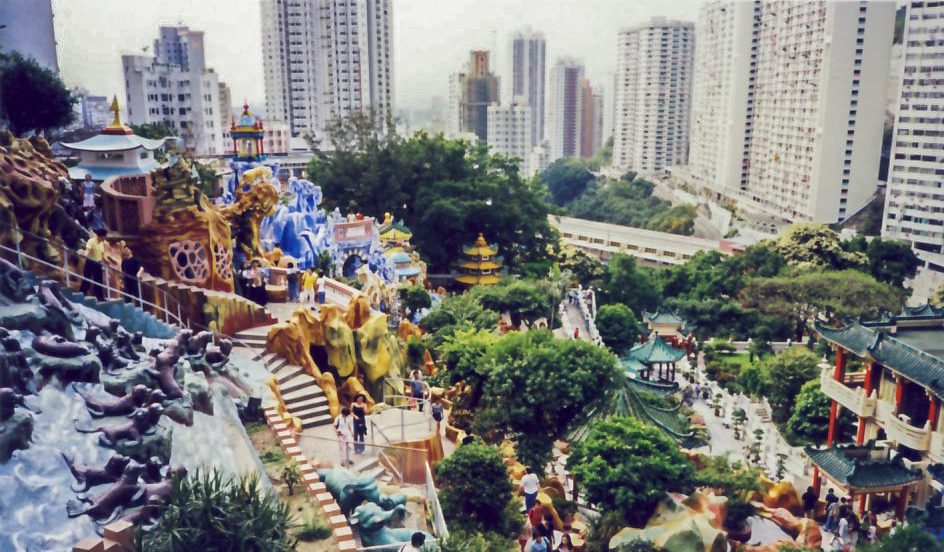
萬金油花園（1998年）

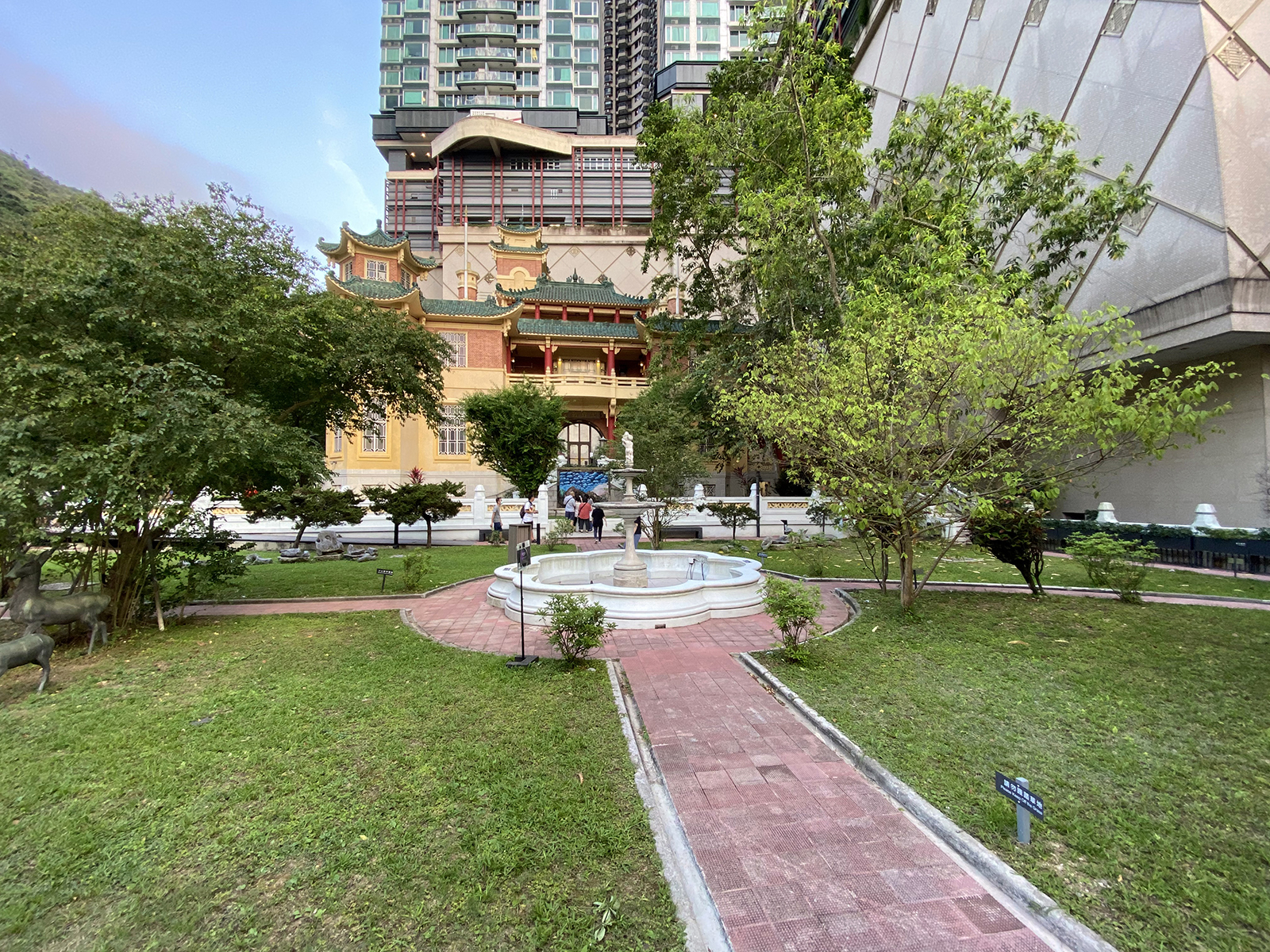
虎豹別墅對出的花園（2021年4月）

1935年，東南亞商人胡文虎耗鉅資1,600萬港元建造的私人別墅，佔地約53.4公頃（533,600平方米）。
胡文虎先生本人及其家屬亦居住在這裡，依山而建紅牆綠瓦的宮殿式房屋，中國園林建築帶有很強的南洋色彩。它以「虎塔」及俗稱「十八層地獄」的十殿閻羅浮雕最為聞名。7層的白色六角「虎塔」高44米，曾是香港島上唯一的中式塔樓。而「十八層地獄」則是壁上的浮雕，刻有漢字文化圈裏糅合佛、道和民間信仰中陰曹地府的面貌，包括落油鑊、勾脷筋等場景，道出了警惡勸善的故事。
胡文虎在1954年病逝後，後人把部份地段出售，建成龍華花園（1986年落成）、「嘉景臺」（Garden View Heights，1991年落成）、龍園（1976年落成）及華苑 （Villa Splendor，1964年落成，已拆卸，重建為春暉8號）等私人住宅群落。
1999年7月，更向政府提交換地申請，重新發展僅餘的部份。有關部分以一億港元出讓給長江實業集團興建私人住宅渣甸山名門，自此虎豹別墅正式關閉，停止對外開放。
2004年，萬金油花園遭拆卸。香港特別行政區政府跟長江實業協議保留原有的虎豹別墅主樓給予香港政府，日後重新開放給市民。
2008年年底發展局邀請公眾就活化虎豹別墅提交意向書，經詳細研究活化用途後，會公開招標。2010年年底，發展局招標尋求以商業營運模式活化虎豹別墅，中標者需跟進保育指引及負責復修，且不可新加建築物或改動私人花園布局等。
2011年2月15日，长实集团宣布与原虎豹别墅拥有者、胡文虎的后人胡仙达成协议，研究合作承投活化虎豹别墅项目。集团发言人表示，对携手合作感到高兴，并形容项目对双方均别具意义，期望延续另一次愉快的合作。

## 建築
虎豹別墅樓高4層，連同花園佔地共2,000平方米。大宅正門屬月洞門，可將私人花園及原有的萬金油花園的翠綠景致引入室內，地下為客廳、飯廳、閱讀室、遊戲室及音樂室，客廳設計具濃厚中國色彩，採用飛簷作壁飾，配有姜太公釣魚及八仙過海的圖畫，飯廳則以天花的金箔十字裝飾最矚目，飯廳與位於地庫的廚房之間隱藏傳菜秘道，在當年更屬先進設計。
各房間設計不盡同，由於相鄰的萬金油花園當年開放予公眾享用，基於保安理由個別房間加有鐵閘。頂層閣樓則有一間玻璃天台屋，原先放有祭神擺設，相信用作宗教用途。

## 活化

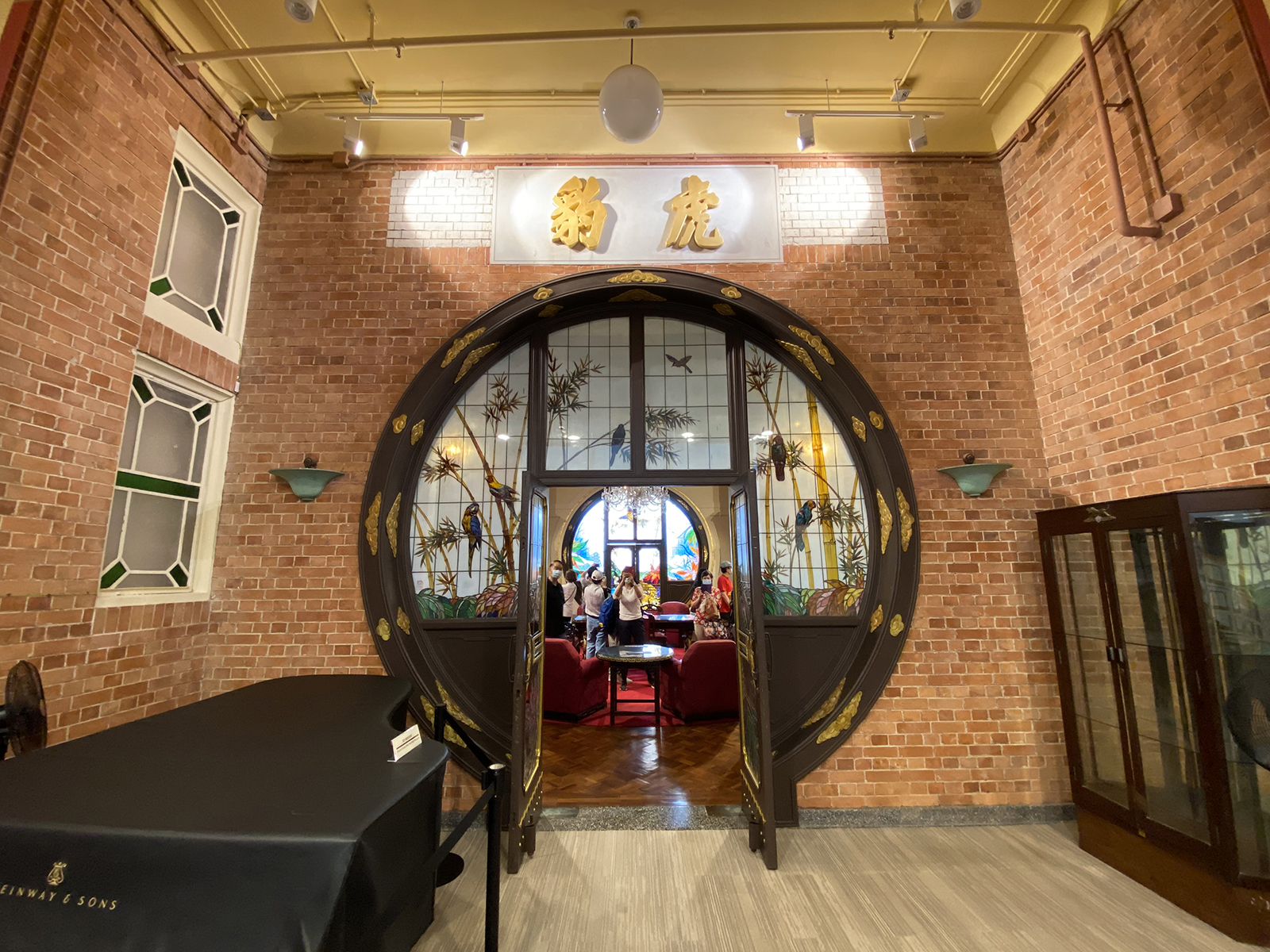
地下入口採用月洞門設計

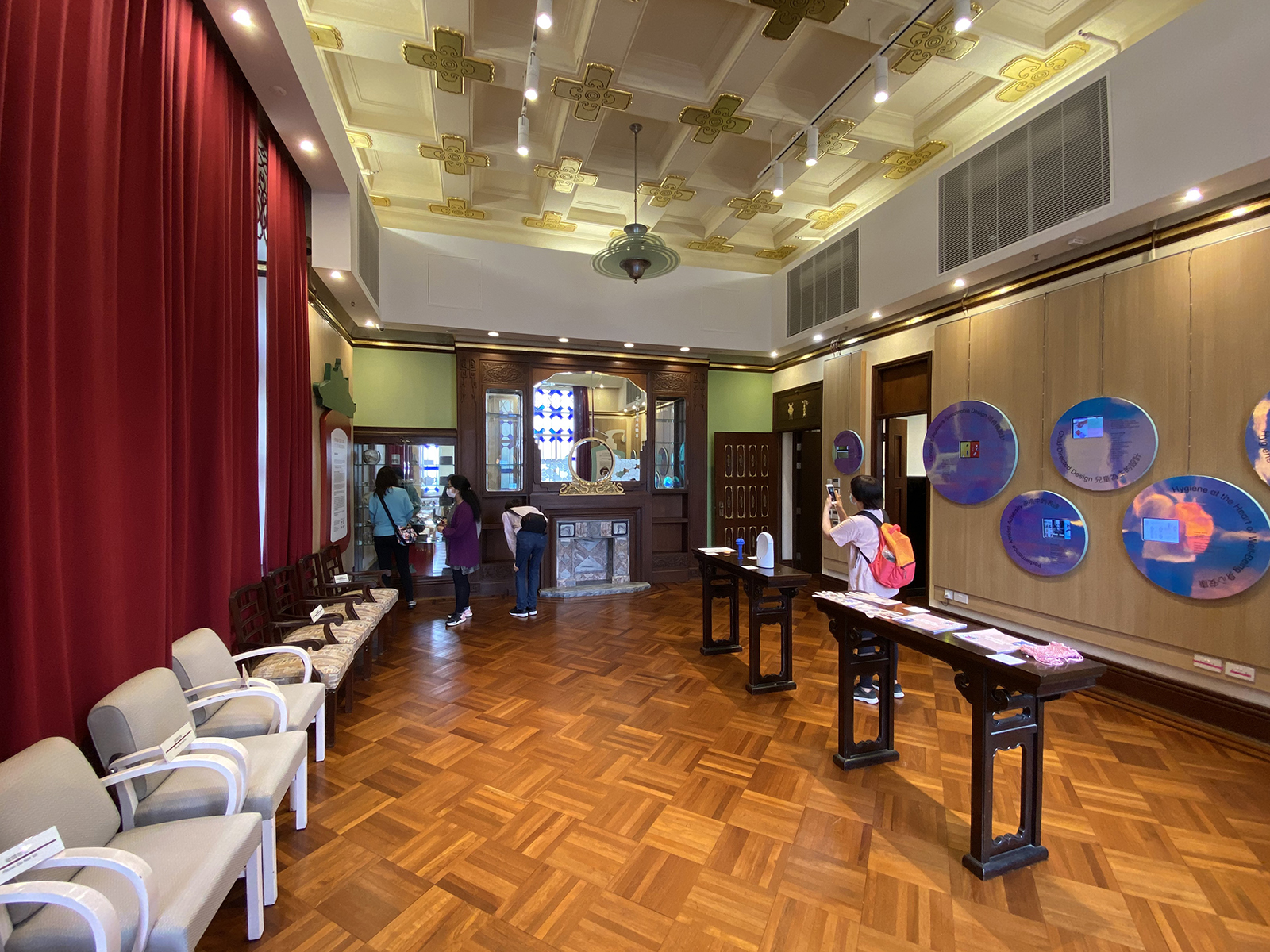
地下飯廳天花金箔十字裝飾

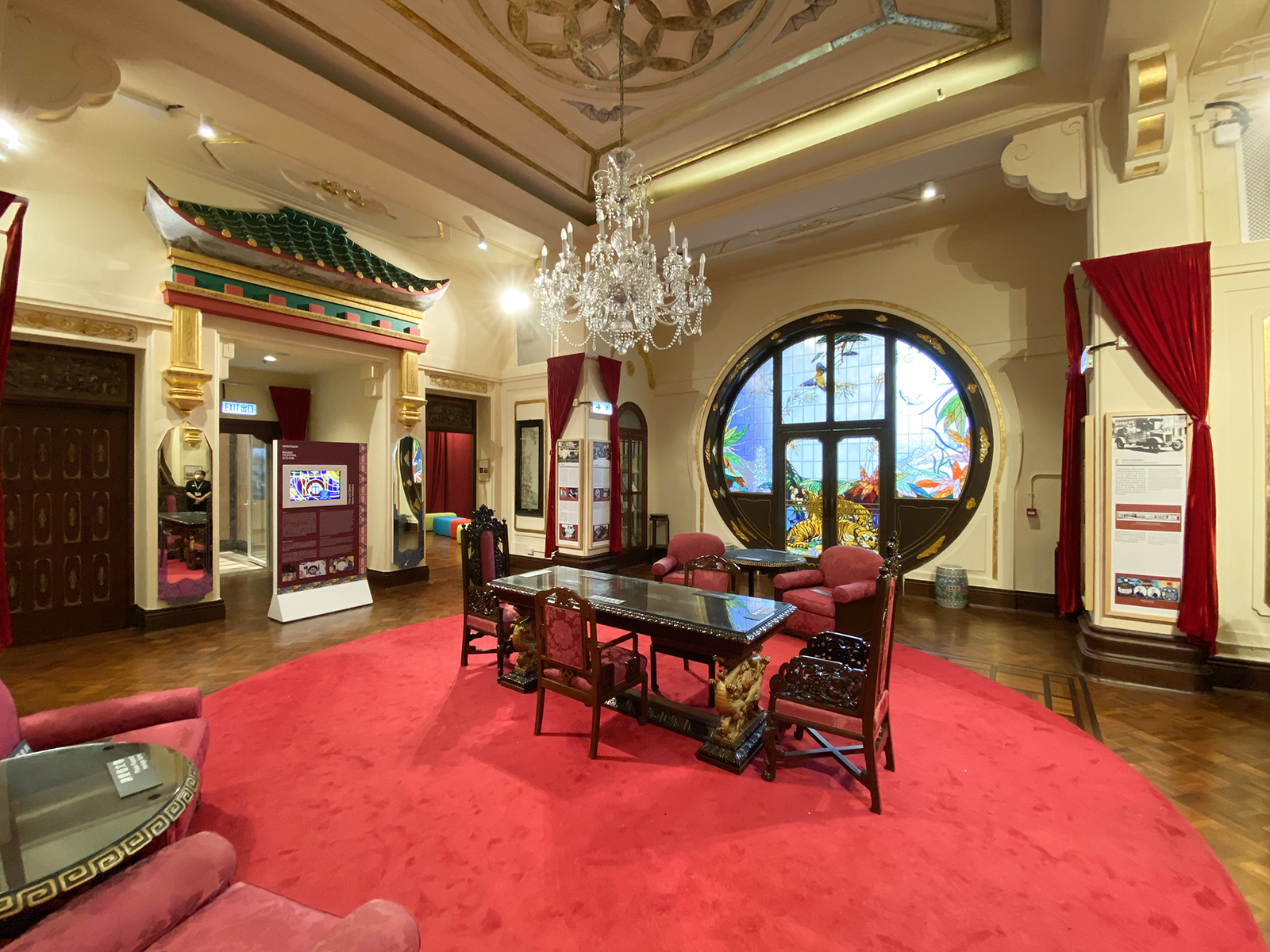
地下大廳有中式建築元素

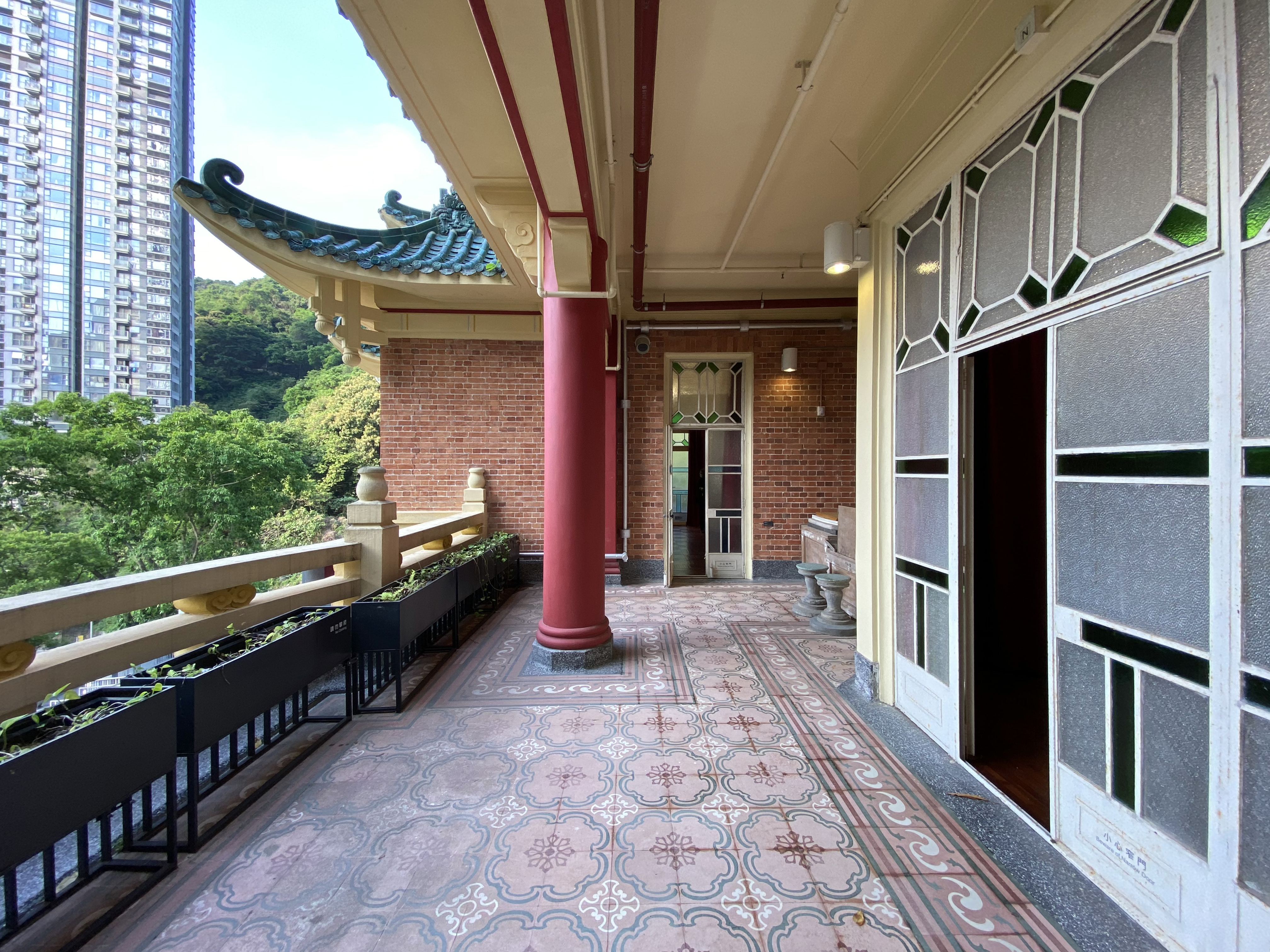
別墅露台使用西方物料，配以中式設計

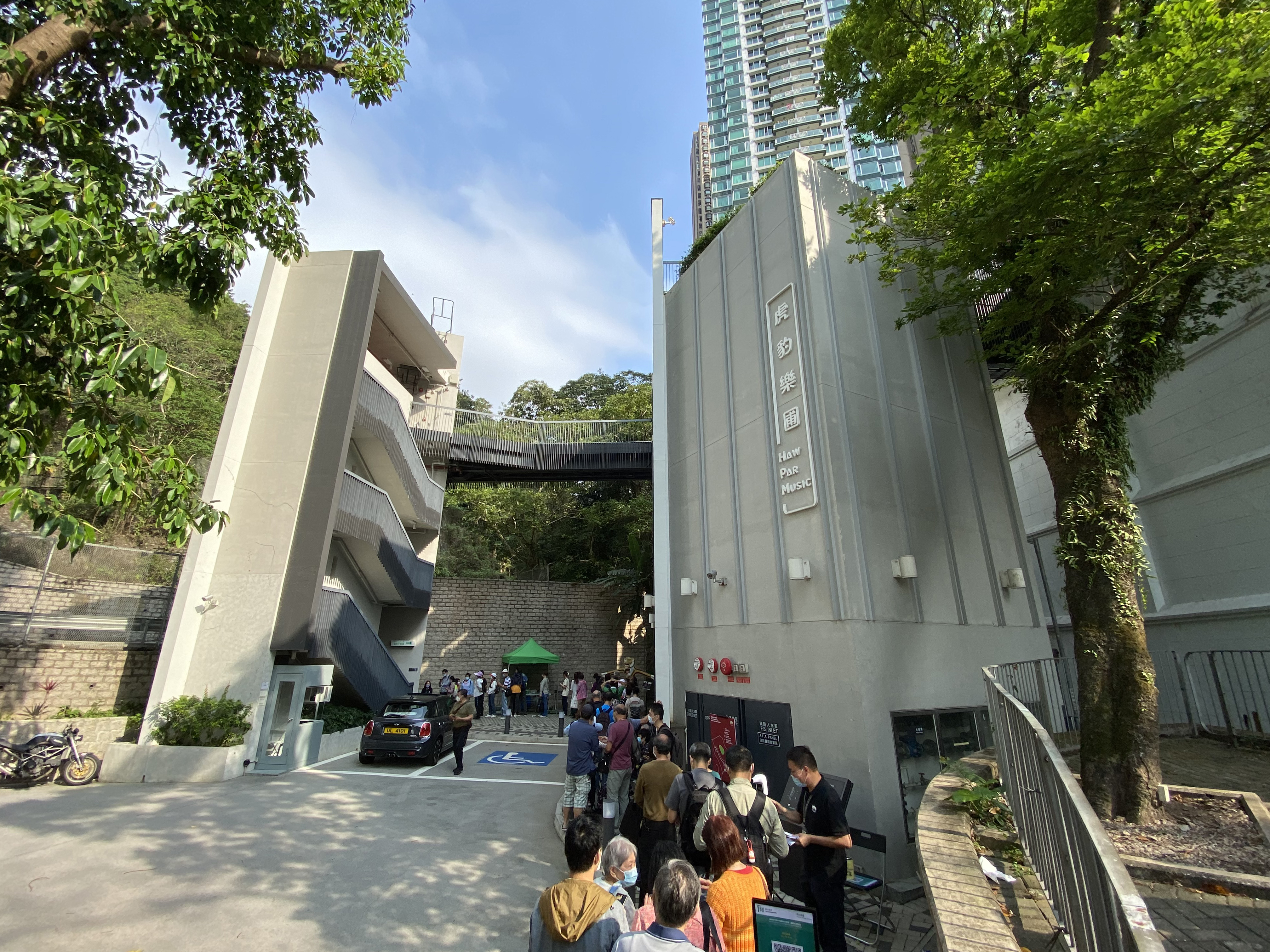
別墅活化後增建了升降機塔，並以天橋將升降機與虎豹別墅的花園連接

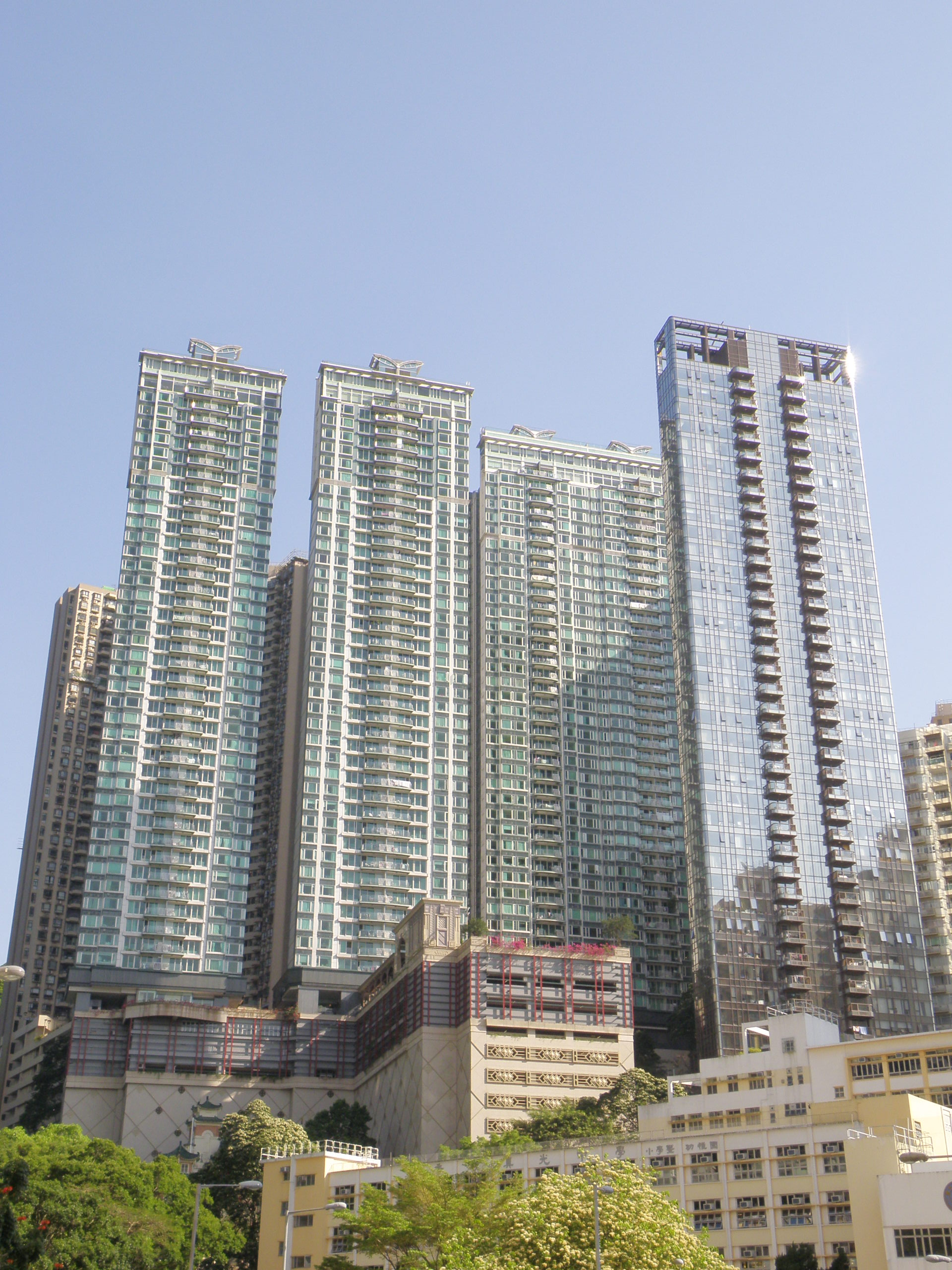
虎豹別墅部份地段已經興建成目前的私人住宅渣甸山名門

2013年，胡文虎慈善基金投得活化项目。建築變身成音樂學院「虎豹樂圃」，作為推廣中西音樂文化。建築物將於2019年4月正式開放予公眾參觀，平日只限開放花園及大宅地下大堂。參觀大宅須報名參加免費導賞團。
整項活化工程將已拆卸多年的萬金油花園的雕塑和石櫈保留下來，放在私人花園內。項目團隊亦重新製作十八層地獄石雕，讓人回味昔日時光。而最具挑戰的部分是花了4個月修復別墅大廳，前後大門等約20塊意大利彩繪玻璃。
虎豹別墅連私人花園於2001年交予政府，並於2009年被列為一級歷史建築。政府在2008年推出活化歷史建築伙伴計劃，旨在保存歷史建築，並以創新的方法，予以善用，將歷史建築改建成獨一無二的文化地標。虎豹別墅於2011年被納入活化歷史建築伙伴計劃第三期，到2013年胡文虎慈善基金及其協辦機構虎豹音樂基金有限公司提議將別墅活化成虎豹樂圃的計劃，並投得項目進行活化計劃。
到2019年，虎豹別墅活化為虎豹樂圃，成爲啓發音樂和社會互動的主要場地。它締造了一個學習中西音樂文化環境，以豐富生活。透過在虎豹別墅進行藝術相關的活動，如音樂訓練和演出，反映前業主好客之道。同時，透過活化計劃，虎豹別墅的外牆﹑部分窗戶及主樓的室內裝潢被修復至其1930年代的面貌，以保存其建築真確性，而別墅原有的傢俱﹑手工藝品及前業主的私人珍藏亦會得以修復及展示，藉以保留及彰顯虎豹別墅的文化價值。
為配合虎豹別墅的新用途，以及符合現時的建築物條例，別墅内增加了各項新設施，如無障礙通道，消防安全裝置等。而毗鄰別墅原爲政府土地的附屬用地現被包括在虎豹樂圃的用地範圍內，以容納並區分這些新建築元素。經過活化後，建築物平日只開放花園及大宅地下大堂，而遊人參觀大宅2樓、3樓位置須在網上報名參加免費導賞團。到2021年4月6日和7日，虎豹樂圃首次舉行開放日，毋須預約入場，吸引數百名市民排隊2至3小時等候入場參觀。
2022年9月9日，政府宣布虎豹樂圃於同年12月1日起停止營運，「虎豹別墅」亦會在同日交還政府，發展局會定期安排以導賞團等形式讓市民參觀建築。而虎豹樂圃向政府指項目無法再持續營運下，提早中止原定於2025年3月31日屆滿的租約。
自2023年6月9日起，虎豹別墅重新免費開放，市民可於古蹟辦網頁預約導賞團。

## 營運訊息
- 開放時間：下午2點至晚上6點（星期一）、上午10點至晚上6點（星期二至日）
- 最後入場時間：下午5點
- 電話：3165 1212
- 地址：香港大坑大坑道15A

## 圖集

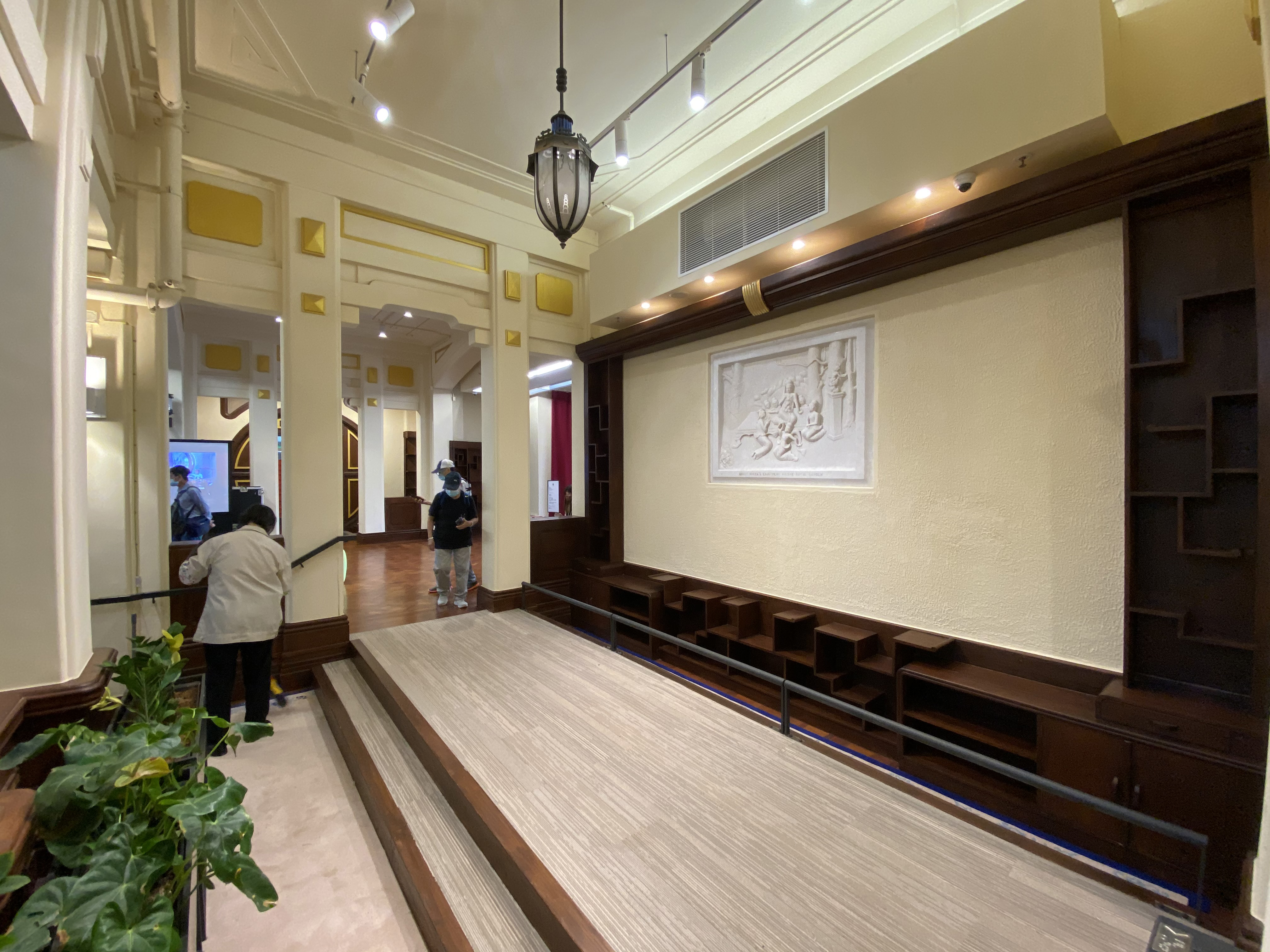
1樓休息室
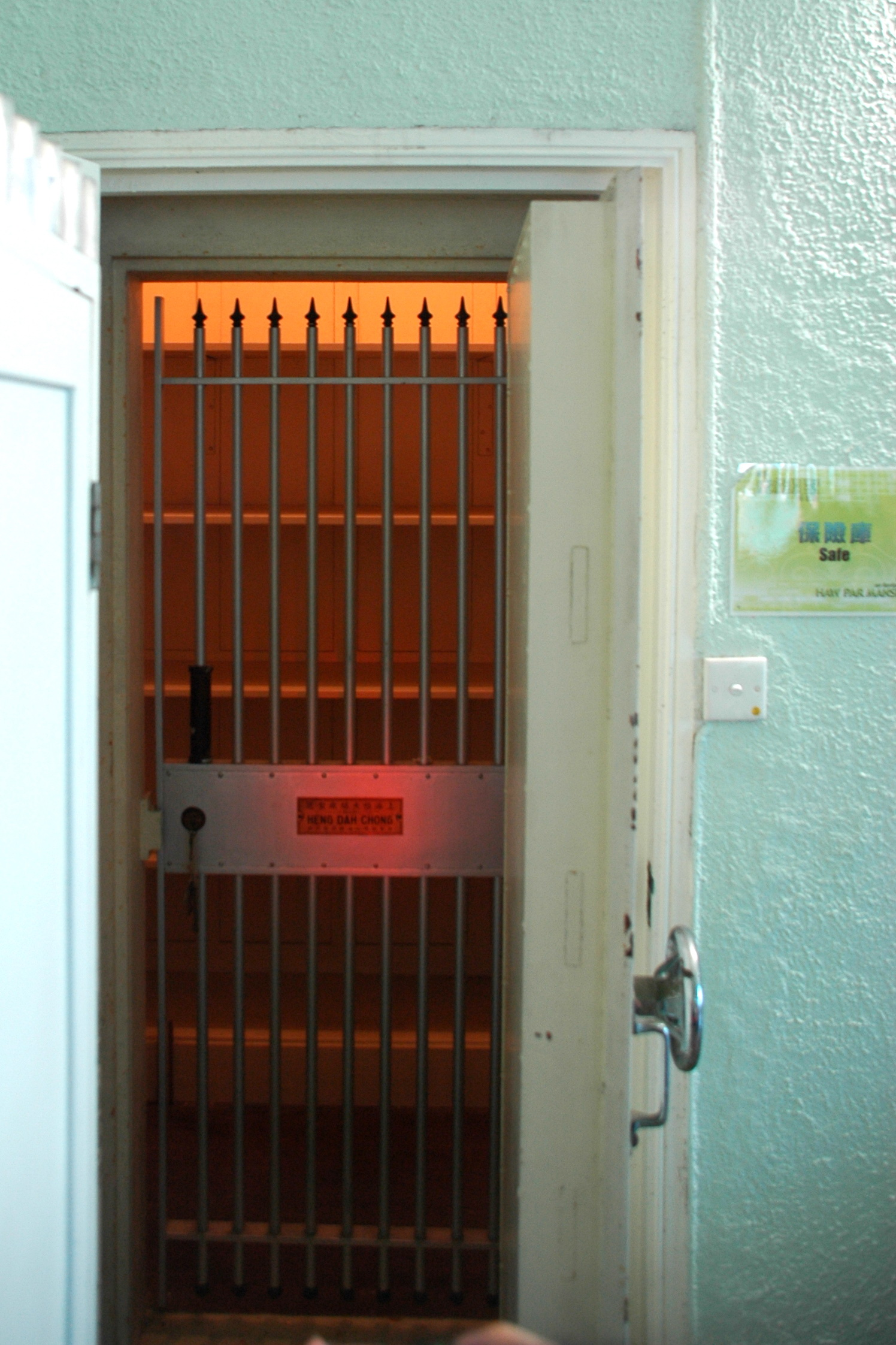
別墅1樓房間內活化前的保險庫入口
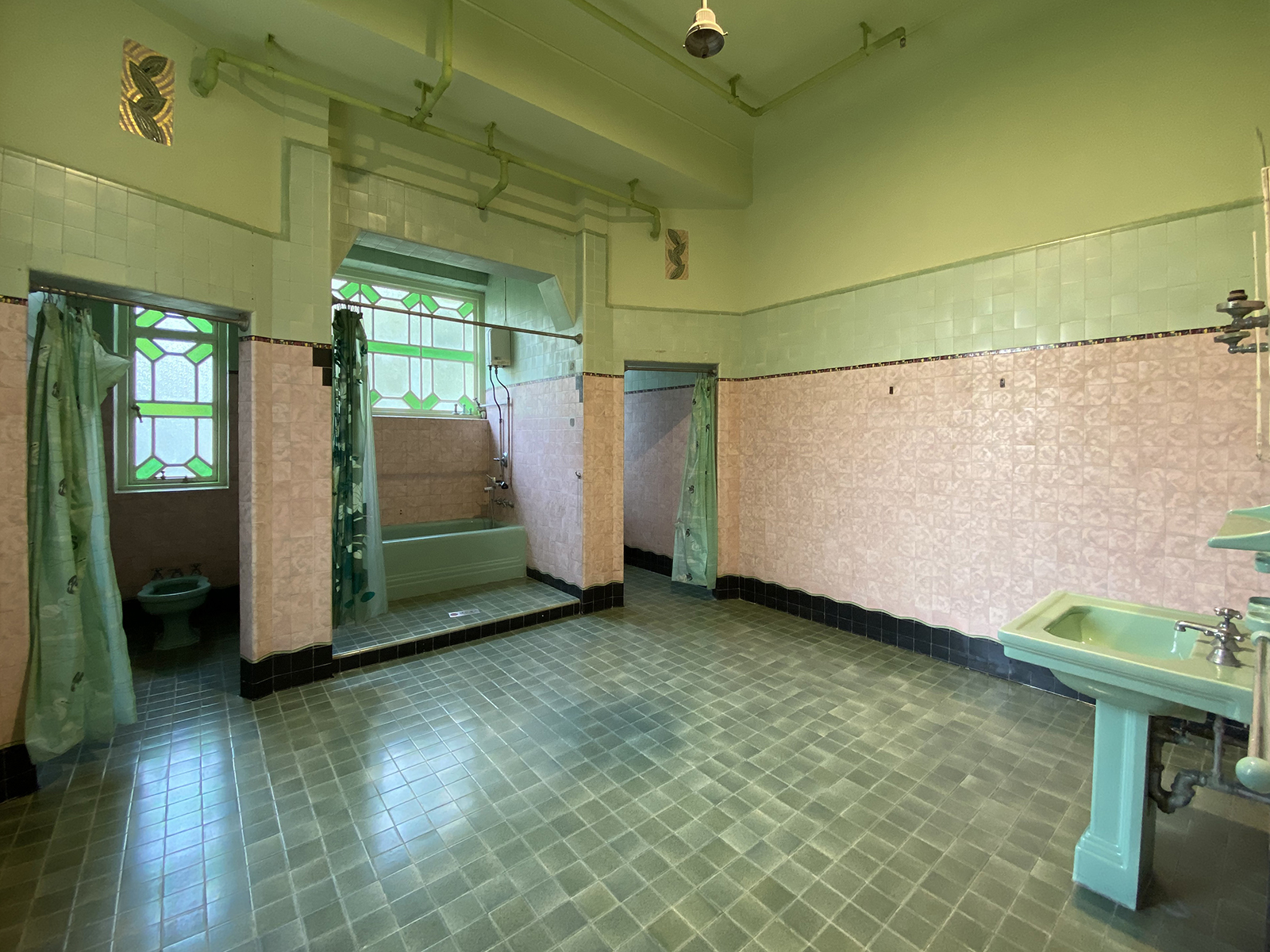
別墅1樓浴室
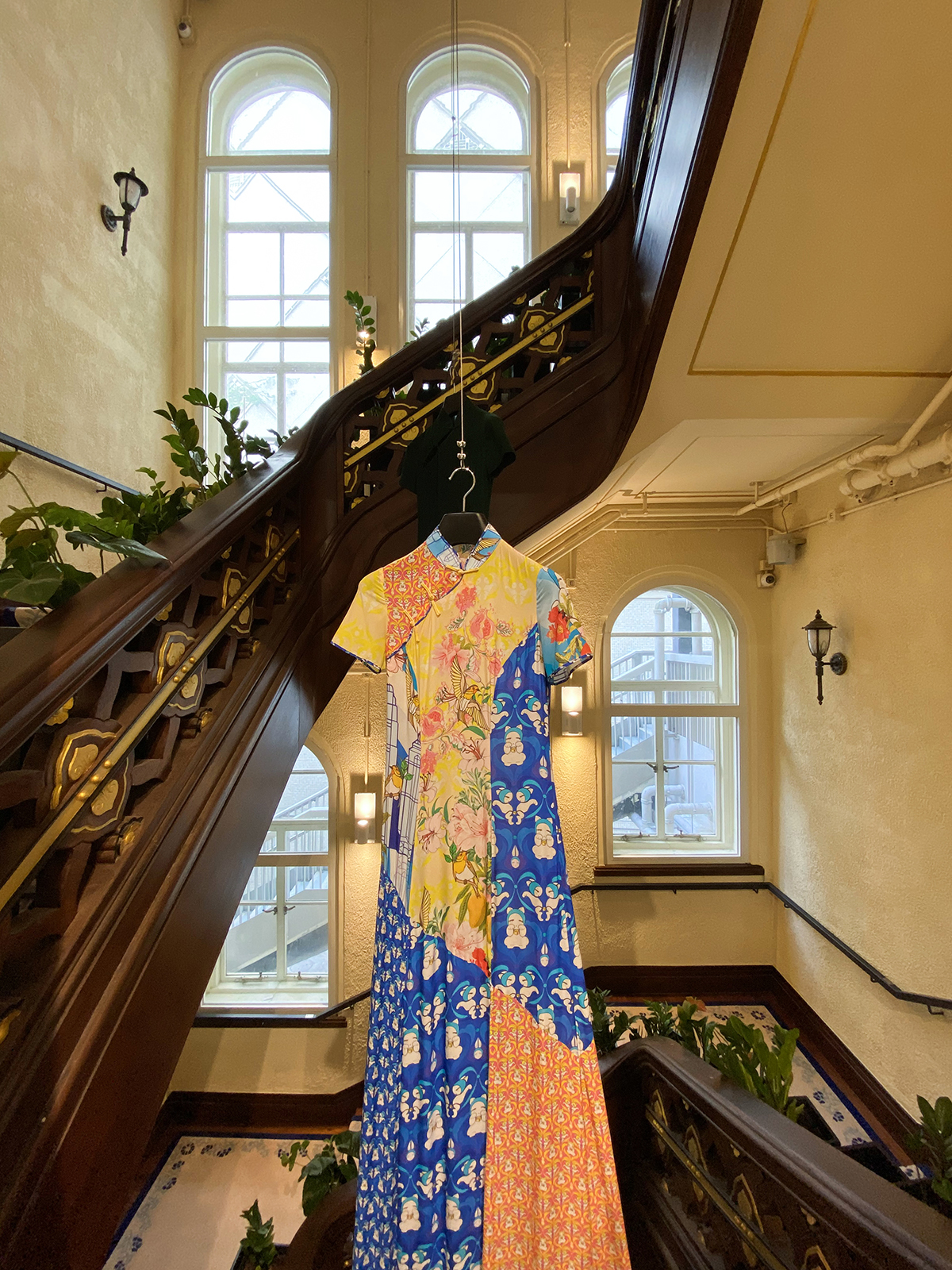
別墅樓梯的室內裝潢被修復至1930年代的面貌
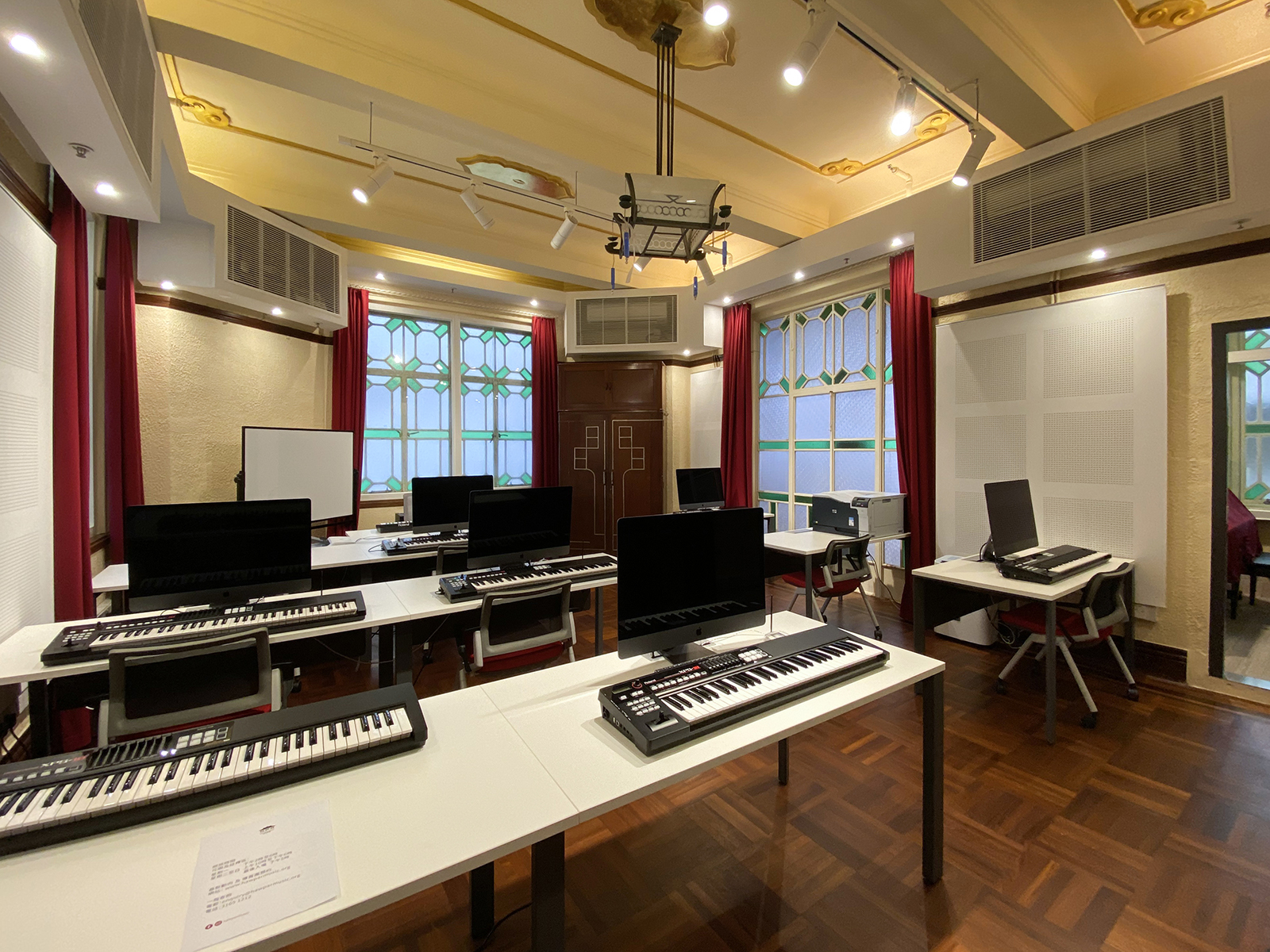
別墅1樓的房間已經改建為音樂室
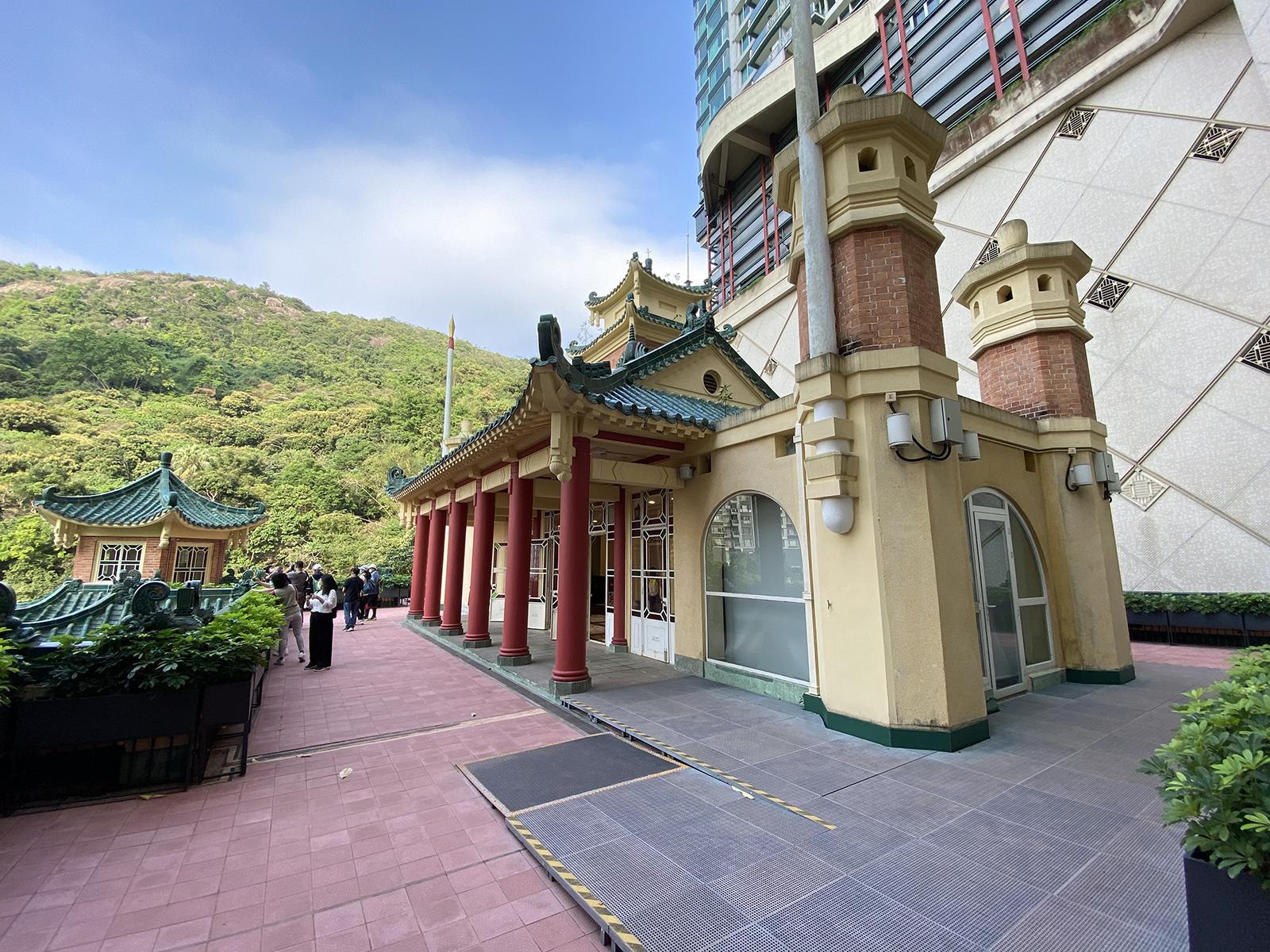
別墅2樓天台
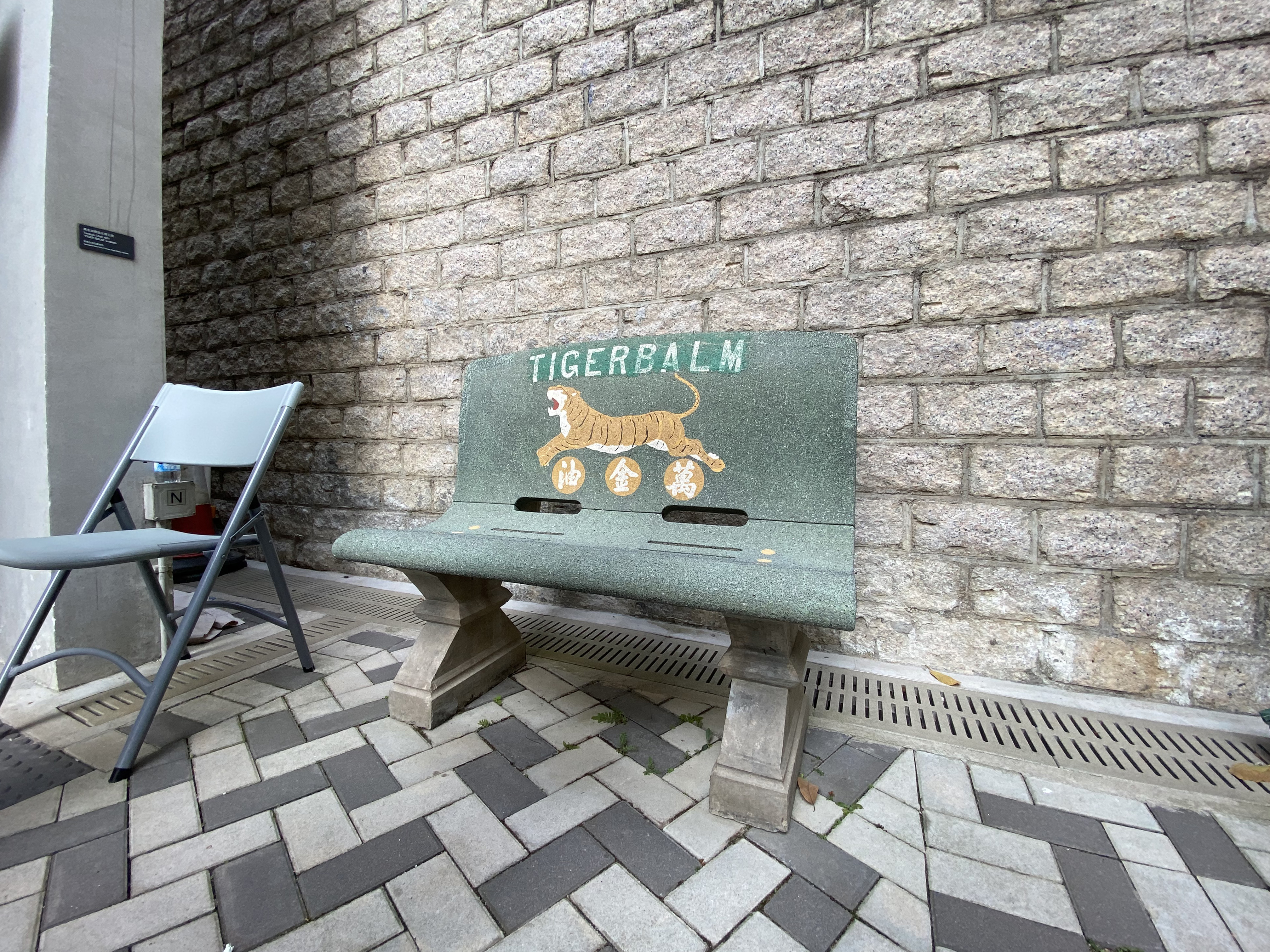
老虎先生和萬金油標誌水磨石凳

## 流行文化
- 1989年日本漫畫《JoJo的奇妙冒险》第三部《星塵鬥士》中，作為書中角色阿布德爾和波魯納雷夫決鬥的場地[12]
- 1994年 Capcom 推出的街機格鬥遊戲《超級快打旋風II 新的挑戰者》中，角色飛龍（英语：Fei Long）首次亮相的場景以虎豹別墅作背景
- 2023年香港電影《毒舌大狀》中，金遠山（謝君豪飾）和董衛國（王敏德飾）曾在該場景商討案件。